# Club Atlético Juventud (Las Piedras)
El Club Atlético Juventud, més conegut com a Juventud de Las Piedras, és un club de futbol uruguaia de la ciutat de Las Piedras, al departament de Canelones. Va ser fundat en 1935 i actualment juga la segona divisió uruguaia.
El Juventud fou fundat en 1935 per un grup de joves de la ciutat de Las Piedras, en els anys 80, es va filiar a l'Associació Uruguaiana de Futbol participant de divisions inferiors. El 1999, ascendió a Primera División, fer campanyes raonables. El 2015, els Pedrenses classificat per a la Copa Sud-americana, primera vegada on el club competeix en una competició internacional, on van caure pel club equatorià Emelec en els penaltis.

## Palmarès
- Segunda Divisió: 1

1999
- Tercera Divisió: 1

1995